# 金剛號戰艦
金剛（こんごう）是大日本帝國海軍第一艘超弩級巡洋戰艦（即西方的戰鬥巡洋艦）金剛型的一號艦。「金剛」也是日本海軍最後一艘在英國下訂的軍艦。經過兩次改裝後，一躍成為高速戰艦，並且在太平洋戰爭中表現活躍。該艦亦為太平洋戰爭中，唯一一艘日本海軍所使用的外國製戰艦，也是唯一因潛艦攻擊而損失的戰艦（不包括已當作工作艦使用的朝日）。
艦名是以奈良縣及大阪府境內的金剛山來命名。日本海軍的命名慣例為參照日本艦船命名慣例。另外，該艦名現由海上自衛隊的神盾艦一號艦「金剛」（こんごう）所繼承。

## 建造經過
在日俄戰爭結束2年後的1907年（明治40年）決定建造。在最初的計劃中為一艘裝甲巡洋艦，但有鑑於英國的劃時代戰艦「無畏號」於1906年建造完成，更於1909年開始建造超無畏級戰艦俄里翁級，因此於1911年將「金剛」的建造計劃改為超弩級巡洋戰艦。
當時，日本海軍正在建造於1907年開始計畫的國產弩級戰艦河内型，但其構思與技術上均被認為落後於歐美海軍列強，因此委託英國設計並建造「金剛」以引入新技術。當時由維克斯船廠的主任設計師喬治·瑟斯頓爵士負責設計。瑟斯頓之前還設計了原為戰鬥巡洋艦，並準備出口給鄂圖曼帝國海軍的戰艦「愛爾蘭」號（下訂時為「瑞沙德五世」號）。這時英國海軍當局正好放寬對艦隻設計上諸多限制，因而令「愛爾蘭」號在設計上變得自由，最終成為搭載8門14吋砲，並在各樣平衡上做得相當出色的軍艦。由於廢除了船體中央射界狹窄的砲塔，改為前後各配置兩座主砲塔，因此在當時為相當特別。
這個設計的出現帶來不少影響，例如英國海軍的「虎」號原本為獅級戰鬥巡洋艦的4號艦，但後來其設計大幅更改，變成在設計上與「金剛」十分相似的艦隻。而「金剛」的3艘同型艦，就是根據「金剛」的設計圖在日本國內自力建造。
「金剛」的裝甲鋼鈑，為所使用維克斯船廠的特殊鋼板「VC鋼板」。後來在日本建造的3艘同型艦亦導入這個技術並國產化。不過，在後來改裝期間「有情報指出在使用鑽頭為裝甲板開孔時，國產的3艦簡簡單單就能完成，只有『金剛』把鑽頭弄斷（ドリルで装甲鈑に穴を開けようとすると、国産3艦はやすやすと通ったにもかかわらず、金剛だけはドリルが折れてしまうということがあった）」，但是這說法對該裝甲的部位、厚度及材料卻完全沒有提及，因此只為一個傳聞。

### 軍購弊案
當時岩士唐·惠特沃斯公司正與維克斯船廠進行對軍艦訂單的爭奪戰。這時維克斯船廠日本代理三井物産內的下凡者（即到私人公司再就職的前高層官僚）松尾鶴太郎（前預備海軍造船總監），正與松本和艦政本部長作接觸。雙方協議的結果，為三井取締役（董事）岩原謙三將就「金剛」從維克斯船廠得到的佣金由2.5%上調到5%。1910年（明治43年）3月，藤井光五郎海軍機關大佐前往英國並向岩士唐公司與維克斯船廠提出進行新型戰鬥巡洋艦的調査，並在8月提交對維克斯船廠有利的報告。11月17日，三井物産以230萬7100英磅與日本政府為「金剛」簽訂建造合同（戰鬥巡洋艦「皇家公主」號為209萬2214英镑）。後來，藤井從已成為朋友的維克斯船廠巴羅造船廠長收到20萬日圓的謝禮。而松本則收到約40萬日圓。另外，由於拒絕了三菱造船所為姊妹艦「比叡」製造蒸汽渦輪引擎，因此維克斯船廠於1911年（明治44年）3月25日再以13萬2000英镑取得製造合同，而藤井亦取得1萬日圓的謝禮。
1914年（大正3年）3月，德國企業西門子公司因捲入司法訴訟而爆出受賄醜聞，最後松本被送到軍事法庭並受到處分。而山本權兵衛總理大臣所率領的第1次山本内閣則被迫内閣總辭職。

## 御召艦

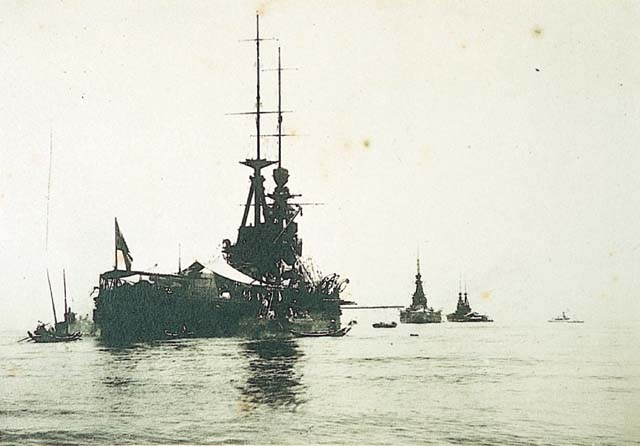
於1923年停泊在高雄港外的皇太子裕仁御召艦「金剛」

1923年，攝政宮皇太子裕仁應臺灣總督田健治郎邀請，於4月16日搭乘「金剛」訪問臺灣12天，遍及基隆、臺北、新竹、臺中、臺南、高雄、澎湖等地。

## 活躍於第二次世界大戰

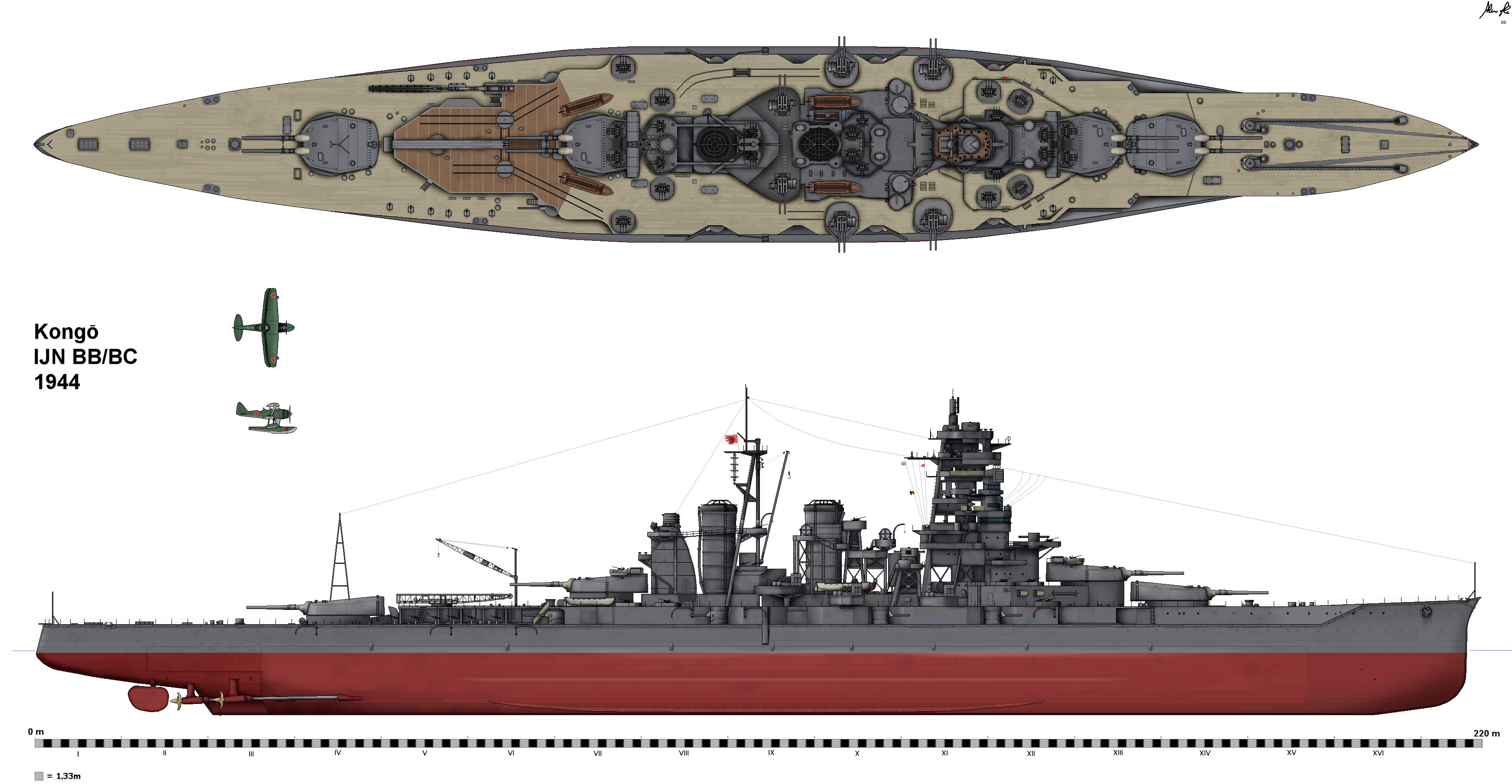
近代化改裝後的「金剛」

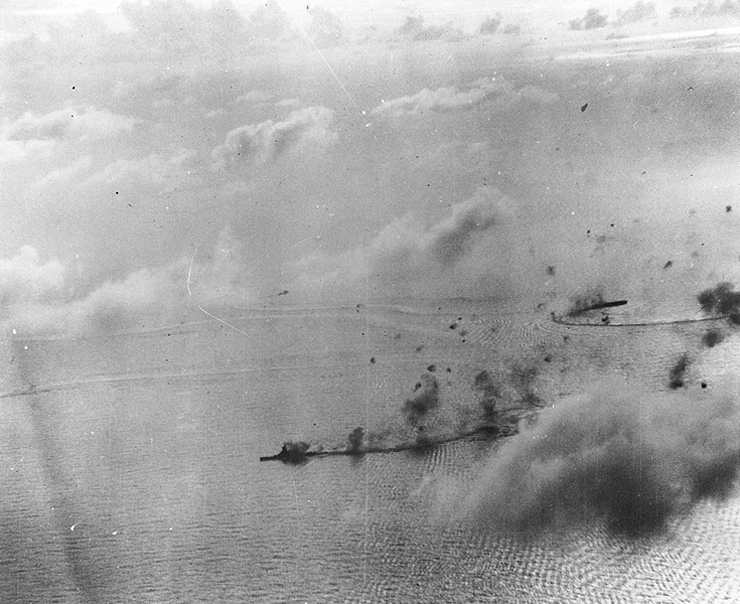
於馬利亞納海戰後二日後的下午，當時「榛名」（或「金剛」）正受到負責追擊的美軍第58任務部隊艦載機的空襲，在右上方進行回避運動的是第三航空戰隊的航空母艦「千代田」

原本戰鬥巡洋艦的設計只需要輕度的防禦，因此在第一次改裝時對防禦力只是作稍微強化。但在日德蘭海戰後，事實證明戰鬥巡洋艦的防禦在面對高角度落下的大口徑砲彈時十分脆弱。對比其他為主要部分作重點防御的日本戰艦，雖然金剛型整塊甲板都能提供防禦，但整體上其裝甲仍為相當薄弱（簡單來說，由於吸取了需強化金剛型水平防禦的教訓，所以其後在其他的日本戰艦中開始設置有效的水平防禦）。
但經過第二次改裝後的金剛型成為參與第二次世界大戰的日本戰艦當中航速唯一能超越30節者，相當適合作為航空母艦機動部隊的随伴艦，故4艘同型艦雖然在參戰的戰艦中艦齡最大，但卻最為活躍。
「金剛」在太平洋戰爭開戰時與同型艦「榛名」共同為南方攻略部隊提供支援任務，其後雖然在進入新加坡曾有一段時間與英國海軍新鋭戰艦「威爾斯親王」號互相對峙，但雙方並沒有交戰機會。後來在瓜達爾卡納爾島的攻防戰，與「榛名」共同進行日本戰艦首次對亨德森飛行場進行砲擊。
於馬里亞納海戰期間，作為機動部隊的護衛出擊。於雷伊泰灣海戰中裡薩馬島近海遭遇美國海軍艦隊的攻擊，期間「金剛」最大貢獻是將護衛航空母艦「甘比爾灣」號擊沉
。但由於「金剛」在此次海戰中亦有所損傷，因而回航日本。

### 沉没
1944年11月21日上午前3時左右，「金剛」於台灣海峽受到美國海軍潜艇「海獅」號（USS Sealion, SS/SSP/ASSP/APSS/LPSS-315）的魚雷攻擊。當時「海獅」號一共發射了6枚魚雷，其中2枚魚雷於3時6分命中了正以12節航行的「金剛」的左舷艦首與2號煙囪下的鍋爐室。另外，其中1枚原本射向戰艦「長門」的魚雷偏離航道，擊中了負責護衛的第十七驅逐隊司令艦「浦風」，「浦風」沉沒，司令部及艦長以下的全員戰死。而「金剛」被魚雷命中後，立即將航速提升至16節並進行退避。當時「金剛」艦齡己有30多年並且不斷老化，另外由於需要迴避攻擊因而在受損下繼續航行，使得以鉚釘鉚接的部分持續浸水，導致破損部分的裂痕逐漸延伸，使艦體更加傾斜。但於上午5時，「金剛」仍能以11節航行，因不覺得被2枚魚雷擊中會導致沉沒而顯得相當樂觀，所以沒有安排驅逐艦進行接舷作業來疏散乘員。而「應急決死隊」開始使用潛水器具進行維修時已經太遲，最後「金剛」的主機在5時20分停轉，並在10分鐘後的上午5時30分翻沉。於沉沒前，因彈藥庫發生大爆炸，艦中央附近的許多乘員被炸飛而死。「金剛」被魚雷擊中直至沉沒整整有2個小時，期間因毫不在乎甚至輕視其損毀狀況，導致延遲決定全員離艦的時間，最後島崎利雄艦長、鈴木義尾司令及以下1300人與「金剛」一同沉沒。生還者則由第十七驅逐隊（「濱風」、「磯風」、「雪風」）救起。第十七驅逐隊在返回日本後，為回航横須賀的「長門」進行護衛任務，並在折返期間，為回航吳的大和型戰艦改造航空母艦「信濃」進行護衛。
「金剛」為唯一被潛艇擊沉的日本戰艦。其慰靈碑位於長崎縣佐世保市的舊海軍墓地東公園內。另外，於1930年進行的第1次改裝期間拆出的鍋爐，現存放於吳市海事歷史科學館並進行展覽，更於2008年被評定為重要科學技術史資料（未來技術遺産）。
「金剛」在沉没前於艦首懸掛的軍艦旗被乘員回收，而該乘員後來因被俘虜，該軍艦旗暫時被戰勝國之一的中華民國接收，後於1969年歸還、並由海軍OB（Old Boy）會「黒潮會」管理。其後，2009年因該會會員高齢化最後解散，而當年回收軍艦旗的乘員最後將該旗贈送給本地的福岡縣飯塚市，並保存於飯塚市歷史資料館內。

## 艦歷

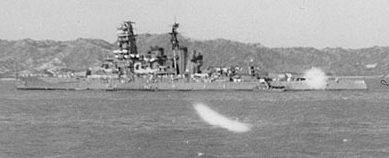
在厦金海域游弋的金刚号(摄于1938年10月)

- 1911年1月17日在英國维克斯船廠動工。
- 1912年5月18日下水。
- 1913年8月16日战列巡洋舰「金剛」竣工，並於11月5日回航日本。入籍於横須賀鎮守府。
- 1914年在第一次世界大戰期間，因執行太平洋航道保護任務而前往中途島方面進行哨戒。
- 1928年10月20日－1931年9月20日實施第一次改裝，強化並改善了水平及水中防御，但結果是排水量増大而令速度降低，因此於1931年6月將艦種更改为戰列艦。
- 1935年6月1日－1937年1月8日移籍到佐世保鎮守府。後實施第二次改裝。更換了鍋爐和引擎，另外强化了主砲远距離砲击能力。引擎輸出馬力更提高成原来的2倍，令速度超過建造初時並達到30節，成為高速戰列艦。
- 1941年12月在太平洋戰爭開戰時因需应对在新加坡的英国遠東艦隊戰艦「威爾斯親王」號及「反擊」號，所以與僚艦「榛名」共同前往馬來亞。其后伴随航空母艦機動部隊參加了印度洋作戰。
- 1942年10月13日金刚号與榛名号共同在瓜達爾卡納爾島对亨德森基地进行炮击。
- 1944年10月參與雷伊泰灣海戰，在薩馬島近海將美國的卡薩布蘭卡級護衛航空母艦「甘比爾灣號（英语：USS Gambier Bay (CVE-73)）」號（USS Gambier Bay, CVE-73）及約翰·C·巴特勒級護航驅逐艦（英语：John C. Butler-class destroyer escort）「塞繆爾·B·羅伯茨」號（USS Samuel B. Roberts, DE-413）擊沉。
- 1944年11月21日上午3時6分，在台灣海峽被美國巴勞鱵級潛艇「海獅」號的魚雷攻擊，其中2枚命中。最後在上午5時30分，於基隆北方沈沒。

## 主要技術數據一覽
| 技術數據 | 新造時計劃 （1913年）                                             | 1次改裝後 （1930年）                                                     | 2次改裝後 （1938年）          | 最終時 （1944年）                      |
| -------- | ----------------------------------------------------------------- | ------------------------------------------------------------------------ | ----------------------------- | -------------------------------------- |
| 排水量   | 常備：27,500噸                                                    | 基準：29,330噸                                                           | 基準：32,200噸 公試：36,314噸 |                                        |
| 全長     | 214.6米                                                           | ←                                                                        | 219.4米                       | ←                                      |
| 全寬     | 28.04米                                                           | 31.02米                                                                  | ←                             | ←                                      |
| 吃水     | 8.38米                                                            | 8.65米                                                                   | 9.6米                         |                                        |
| 鍋爐     | 耶若式混燒鍋爐36座                                                | 號艦本式專燒鍋爐4座 同混燒鍋爐6座                                        | 號艦本式鍋爐8座               | ←                                      |
| 引擊     | 帕森式直接传动渦輪引擎2座4軸                                      | ←                                                                        | 艦本式渦輪引擎4座4軸          | ←                                      |
| 軸馬力   | 64,000匹                                                          |                                                                          | 136,000匹                     | ←                                      |
| 速力     | 27.5節                                                            | 26節                                                                     | 30.3節                        |                                        |
| 續航距離 | 8,000海里/14節                                                    | 9,500海里/14節                                                           | 10,000海里/18節               |                                        |
| 燃料     | 煤：4,000噸 重油：1,000噸                                         | 煤：2,661噸 重油：3,292噸                                                | 重油：6,000噸                 |                                        |
| 乘員     | 1,201名                                                           |                                                                          |                               |                                        |
| 主砲     | 毘式35.6厘米双聯裝砲4座                                           | ←                                                                        | ←                             | ←                                      |
| 副砲     | 毘式15.2厘米單裝砲16門                                            | ←                                                                        | 同14門                        | 同8門                                  |
| 高角砲   | 沒有                                                              | 短8厘米砲7門                                                             | 12.7厘米双聯裝砲4座           | 同6座                                  |
| 機槍     | 沒有                                                              | ←                                                                        | 25毫米双聯裝10座              | 25毫米3聯裝18座 同双聯裝8挺 同單裝30挺 |
| 魚雷     | 53厘米水中發射管8門                                               | 同4門                                                                    | 沒有？                        | ←                                      |
| 其他兵裝 | 短8厘米砲12門                                                     |                                                                          |                               | 21號电探（雷达）1座 22號2座 13號2座    |
| 裝甲     | 水線203毫米 甲板19毫米 主砲天蓋75毫米 同前盾250毫米 副砲廓152毫米 | 水線203毫米 甲板19毫米※※ 主砲天蓋152毫米 同前盾250毫米？ 副砲廓152毫米？ |                               |                                        |
| 航空機   | 沒有                                                              | 3架                                                                      | 3架 弹射器1座                 | ←                                      |

※ ←為與左相同（沒有變更）。空白則為不明。1944年有推测成份。

※※ 增加的水平防御在鍋爐室為64毫米、機械室83-89毫米、彈藥庫102-114毫米、舵取室76毫米等。

### 公試成績
| 狀態      | 排水量   | 出力     | 速力     | 實施日                     | 實施場所         | 參考 |
| --------- | -------- | -------- | -------- | -------------------------- | ---------------- | ---- |
| 竣工時    | 27,580噸 | 78,275匹 | 27.54節  | 1913年（大正2年）5月8日    | 英国克萊德河峽灣 |      |
| 1次改裝後 |          |          | 25.374節 | 1931年（昭和6年）8月4日    | 館山沖標柱間     |      |
| 2次改裝後 |          |          | 30.27節  | 1936年（昭和11年）11月14日 |                  |      |

## 歷代艦長

### 艤裝員長
1. 中野直枝 大佐：1912年12月1日－

### 艦長
1. 中野直枝 大佐：1913年8月16日－
2. 山中柴吉 大佐：1913年12月1日－
3. 松岡修藏 大佐：1914年12月1日－
4. 荒川仲吾 大佐：1915年12月13日－
5. 吉岡範策 大佐：1916年12月1日－
6. 金丸清緝 大佐：1917年12月1日－
7. 島内桓太 大佐：1918年4月9日－
8. 野崎小十郎 大佐：1919年4月1日－
9. 田尻唯二 大佐：1919年11月20日－
10. 牟田龜太郎 大佐：1920年11月12日－
11. 武光一 大佐：1921年11月20日－
12. 關干城 大佐：1922年12月1日－
13. 岸井孝一 大佐：1923年11月20日－
14. 八角三郎 大佐：1924年11月1日－
15. 松下元 大佐：1925年12月1日－
16. 吉田善吾 大佐：1927年12月1日－
17. 池中健一 大佐：1928年12月10日－
18. 池田敬之助 大佐：1930年12月1日－
19. 日暮豐年 大佐：1931年12月1日－
20. 近藤信竹 大佐：1932年12月1日－
21. 三木太市 大佐：1933年11月15日－
22. 岸本鹿子治 大佐：1934年11月15日－
23. 鋤柄玉造 大佐：1935年11月15日－
24. 松浦永次郎 大佐：1936年12月1日－
25. 栗田健男 大佐：1937年12月1日－
26. 鈴木義尾 大佐：1938年11月15日－
27. （兼）西村祥治 大佐：1939年10月20日－
28. 田中頼三 大佐：1939年11月15日－
29. 大杉守一 大佐：1941年4月15日－
30. 小柳富次 大佐：1941年8月15日－
31. 伊集院松治 大佐：1942年12月26日－
32. 島崎利雄 大佐：1943年7月17日－

## 同型艦
- 比叡
- 榛名
- 霧島

## 註腳
1. ↑  #死の商人121頁
2. ↑  #死の商人122頁
3. 1 2  #死の商人138頁
4. ↑  #死の商人136頁
5. ↑  #死の商人133頁
6. 1 2  #死の商人137頁
7. ↑  沒有到不了的地方 跟著元首去觀光 Archive.today的存檔，存档日期2013-04-19　國立臺灣歷史博物館
8. ↑  「次高山」的命名經過 Archive.today的存檔，存档日期2013-04-18　國史館臺灣文獻館
9. ↑  裕仁太子金剛號 的存檔，存档日期2013-11-10.　高雄市立歷史博物館
10. ↑  #雪風ハ沈マズ新装381頁
11. ↑  #雪風ハ沈マズ新装384頁
12. 1 2  #雪風ハ沈マズ新装382頁
13. 1 2  #雪風ハ沈マズ新装383頁

## 外部連結
- WW2DB: 金剛 （页面存档备份，存于）